# بورلی رکتوری
بورلی رکتوری یک خانه به سبک ویکتوریا شهرت به عنوان بسیاری از خانه محل اقامت وحشتناک در ارواح انگلستان به دست آورده‌است و پس از او محقق روانی بریتانیا هری هزینه بنابراین توصیف کرد. خانه در سال ۱۸۶۲ ساخته شده بود به خانه سر از قلمرو اسقف از برلی وخانواده اش، و در سال ۱۹۳۹ در خانه به سختی ضربه شد. از آنجا که از آتش و او را در سال ۱۹۴۴. تخریب از آن ساخته شده بود خانه با سبک گوتیک، که در روستای برلی است خالی از سکنه شده توسط ارواح در نظر گرفته شد. این گزارش‌ها به‌طور چشمگیری در سال ۱۹۲۹ چند برابر شده‌است، پس از انتشار دیلی میرور گزارش در سفر توسط محقق هری هزینه‌های ماوراء الطبیعه بریتانیا، که دو کتاب حمایت از اتهامات فعالیت‌های غیرطبیعی در خانه است.